# Charles Wennergren
Sven Charles Otto Wennergren, född 7 februari 1889 i Göteborg, död 3 januari 1978 i Linköping, var en svensk jurist och tennisspelare aktiv under 1910- och 1920-talen. Han var far till Bertil Wennergren.
Wennergren avlade mogenhetsexamen 1909 och kansliexamen 1913. Han anställdes 1914 vid länsstyrelsen i Östergötlands län, där han blev landskontorist 1917, länsbokhållare av andra klassen 1920, av första klassen 1925 och länsassessor 1930. Wennergren blev riddare av Vasaorden 1937.
Wennergren vann totalt 10 svenska mästerskapstitlar, varav sex i singel, tre i dubbel och en i mixed dubbel. Den första singeltiteln vann han utomhus 1911, därefter i följd tre titlar 1913–1915 (1912 spelades inte SM-tennis). Wennergren fortsatte att spela tennis på elitnivå också under 1920-talet och vann då två singeltitlar inomhus (1925 och 1926). Sin sista mästerskapstitel vann han 1927 i mixed dubbel tillsammans med Sigrid Fick.
Wennergren deltog vid ett tillfälle 1928 i det svenska Davis Cup-laget tillsammans med Ingvar Garell och Sune Malmström. Wennergren och Malmström spelade den andra dagens dubbel i ett möte mot Tjeckoslovakien. Det tjeckiska paret med Karel Kozeluh och Pavel Macenauer vann matchen med 6–0, 6–2, 6–4 och dessutom hela landskampen med 4–1 i matcher. Han deltog i de olympiska sommarspelen 1912 och 1924.
Wennergrens spel har karakteriserats som stilrent. Särskilt uppmärksammades hans effektiva nätspel och hans "knock-out-liknande" smash.
Charles Wennergren är begravd på Västra griftegården, Linköping.